# Berna Biotech
Berna Biotech werd in 1898 opgericht als het Zwitsers Serum en Vaccin Instituut Bern. Het bedrijf ging in 2001 naar de beurs nadat het bedrijf in 2000 zijn naam veranderde in Berna Biotech. Anno 2006 had Berna Biotech zes vaccins op de markt. Verder houdt Berna Biotech zich bezig met de verkoop van grondstoffen voor vaccins aan andere farmaceutische bedrijven.
Behalve in Zwitserland is het bedrijf ook actief in Spanje en Zuid-Korea. Terwijl in de voorgenoemde landen voornamelijk productie van vaccins plaatsvindt, heeft Berna zich door de overname van het Nederlands-Duitse Rhein Biotech, uit Maastricht, zich ook verdiept in Ontwikkeling & Onderzoek naar vaccins.
In 2005 werd Berna Biotech door Crucell overgenomen.